# Nothoterpna pallida
Nothoterpna pallida är en fjärilsart som beskrevs av W. Warren 1904. Nothoterpna pallida ingår i släktet Nothoterpna och familjen mätare. Inga underarter finns listade i Catalogue of Life.